# Mola TV
Mola TV  és una televisió catalana privada amb la seu central a Sabadell, que emet al Vallès - Àrea Metropolitana de Barcelona. És un canal juvenil de la TDT que emet des de la Torre de Collserola amb la música més actual i de les ultimes decades.
Va ser fundada el 2004 per Dani Cascales, Xevi Casanovas i Víctor Vergara. La seu central de Sabadell és dirigida des del 2021, per Eduard Abad, com a responsable de realització, redacció i edició. La programació del canal es basa en el seu territori, l'entreteniment i la informació local. Emet les 24 hores del dia en català i està disponible a través de la televisió digital terrestre en tres demarcacions de Catalunya i també a Internet. Als canals de ràdio assignats a TDT hi emeten les ràdios Digital Hits FM (participada del Grup Mola) i amb2 FM. Destaquen els programes Primer Pla (Cine), Que N'aprenguin (rànquing musical) i MolaWorld.